# Die Friedens-Warte
Die Friedens-Warte – Journal of International Peace and Organisation ist die älteste Zeitschrift im deutschsprachigen Raum für Fragen der Friedenssicherung und der internationalen Organisation. Seit ihrer Gründung 1899 durch den späteren Friedensnobelpreisträger Alfred H. Fried stellt sie ein zentrales Forum für die Diskussion friedenswissenschaftlicher Fragen dar.

## Geschichte
Von 1924 bis 1962 wurde die Friedens-Warte von Hans Wehberg herausgegeben.
Dem interdisziplinären Charakter der Friedenswissenschaft entsprechend äußern sich in der Friedens-Warte namhafte nationale und internationale Wissenschaftler aus unterschiedlichen Fachrichtungen mit speziellen Forschungsbeiträgen zu aktuellen und grundlegenden Themen der Friedens- und Konfliktforschung. Neben dem fachlichen Austausch innerhalb und zwischen den friedenswissenschaftlichen Disziplinen will die Zeitschrift traditionell einen Beitrag dazu leisten, das für eine Politik der aktiven Friedensgestaltung erforderliche Fachwissen in die politische Praxis zu vermitteln.
Die Hefte erscheinen seit Heft 1–2/2013 halbjährlich als Doppelheft mit wechselnden Themenschwerpunkten, die durch Debatten- und freie Beiträge ergänzt werden.
Eingereichte Abhandlungen und freie Beiträge unterliegen vor der Veröffentlichung einem Peer-Review-Verfahren.
Herausgeber waren neben Fried unter anderem Hans Wehberg und Jost Delbrück. Aktuell wird die Friedens-Warte von Andreas von Arnauld, Charlotte Dany, Michael Staack und Pierre Thielbörger im Berliner Wissenschafts-Verlag herausgegeben. Einzelne Doppelhefte haben Gastherausgeber (z. B. Andrea Schneiker und Dennis Dijkzeul).

## Wissenschaftlicher Beirat
- Günter Bierbrauer
- Thorsten Bonacker
- Tanja Brühl
- Michael Brzoska
- Sven Chojnacki
- Jost Dülffer
- Martina Fischer
- Wolff Heintschel v. Heinegg
- Harald Müller
- Georg Nolte
- Stefan Oeter
- Andreas L. Paulus
- Anne Peters
- Thilo Rensmann
- Ulrich Schneckener
- Eva Senghaas-Knobloch
- Christian Tomuschat